# Binegar
Binegar är en ort och civil parish i Storbritannien.   Den ligger i grevskapet Somerset och riksdelen England, i den södra delen av landet, 170 km väster om huvudstaden London. Binegar ligger 202 meter över havet och antalet invånare är 313.
Terrängen runt Binegar är platt åt nordost, men åt sydväst är den kuperad. Runt Binegar är det ganska tätbefolkat, med 149 invånare per kvadratkilometer. Trakten runt Binegar består i huvudsak av gräsmarker.